# Wat Saravan
Wat Saravan, officiellement wat saravan techo (khmer : វត្ត សារា វ័ ន្ត តេ ជោ , ungegn : vôtt saréavoănt Téchoŭ , ala - lc : vatt sārāvănt tejo , ipa : [ʋɔət saːraːʋɔən teːcoː]),  wat bouddhiste est localisé sur le territoire de Sangkat Chey Chumneas, Khan Daun Penh, Phnom Penh à Phnom Penh, au Cambodge. Il est situé au nord-ouest du Palais royal de Phnom Penh du Cambodge et au sud-ouest de Wat Ounalom.

## Légende et histoire
Le temple a été érigé, à l'origine, dans une forêt inondée appelée Boeung Reang près d'un lac. Selon la légende, le Wat Saravan aurait été construit en 1422 pour abriter des statues du Bouddha sur un tertre boisé de 27 m de haut. C'est Daun Penh ("Grand-mère Penh" ដូនពេញ), une riche veuve, qui aurait découvert quatre statues du Bouddha en bronze. Elle fit bâtir une pagode pour stocker les statues du Bouddha qu'elle avait trouvées dans la grotte de Koki sur la colline de Wat Phnom. D'autres reliques y furent remisées notamment une pierre coincée dans un tronc d'arbre qui s'était échoué sur les berges du Mékong. Cette statue en pierre  nommée Neak Ta Preah Cau, est décrite comme une divinité debout, tenant un bâton et une conque, les cheveux relevés en chignon (ce qui ressemblerait plus à une image de Vishnou). 
Après avoir découvert les statues et les avoir placées sous un auvent provisoire, Daun Penh aurait élevé la colline à côté de sa maison et fait construire le sanctuaire abritant les statues, utilisant le bois du tronc qui avait descendu le Mékong pour la charpente. Un monastère fut ensuite installé à l'ouest de la colline. En cette époque, monothéiste et de sanskrit, l'endroit a reçu le nom de Tuol in Pali comme Tuol Salvan. Le temple a donné son nom à la ville de Phnom Penh.

## Le sanctuaire actuel
À ce jour, le temple "Saravan Techo" est considéré comme l'un des plus anciens temples bouddhistes du territoire de Daun Penh, Phnom Penh, parmi les sept pagodes. La pagode "Saravan Techo" est connue pour avoir vu le jour après la fondation de Wat Phnom Daun Penh et de trois autres pagodes en 1372 apr. J.-C., comme Wat Koh Vat Langka et Vat Preah Puth Khou Sachar . Il renferme plus de 3 400 manuscrits dans ce qui a été décrit comme la plus grande bibliothèque du pays. Il convient de noter que le temple de Saravan  a été construit en 1892 et qu'il a subi d'importantes rénovations au cours de 1952, mais le style d'origine est reste inchangé.

## Galerie
|                                    |
| Saravon Decho Pagoda (Wat Saravan) |

|                                    |
| Saravon Decho Pagoda (Wat Saravan) |

|                                    |
| Saravon Decho Pagoda (Wat Saravan) |

|                                    |
| Saravon Decho Pagoda (Wat Saravan) |

## Source
- (en) Cet article est partiellement ou en totalité issu de l’article de Wikipédia en anglais intitulé « Wat Saravan » (voir la liste des auteurs).